# Golomjanny-Insel
Die Golomjanny-Insel (russisch Остров Голомянный), auch Golomyanny-Insel genannt, ist die westlichste der Sedow-Inseln, einer kleinen Inselkette im Westen des Archipels Sewernaja Semlja in der russischen Arktis.
Golomjanny liegt in der Karasee und grenzt im Osten direkt an die Sredni-Insel. Die Oberfläche der Insel bildet ein flaches Plateau mit sanften Hügeln und erreicht im Südosten eine Höhe von 26 m. Mit Ausnahme des westlichen Teils ist die Küste steil mit bis zu 12 m hohen Kliffs. Die spärliche Vegetation besteht aus vor allem Flechten und Moosen. Vereinzelt treten arktischer Mohn und Steinbrech auf.
Die mittlere jährliche Lufttemperatur beträgt auf Golomjanny −14,4 °C. Der wärmsten Monat ist der Juli mit durchschnittlich 0,6 °C Lufttemperatur, der kälteste der Februar mit durchschnittlich −28,0 °C. Die höchste jemals auf der Insel gemessene Lufttemperatur betrug 13,3 °C (Juli 1965), die tiefste −50,7 °C (März 1969). Im Laufe des Jahres fallen durchschnittlich 155 mm Niederschlag. Die Insel weist an durchschnittlich 299 Tagen im Jahr eine geschlossene Schneedecke auf.
Die Insel wurde erst Anfang des 20. Jahrhunderts entdeckt. Georgi Alexejewitsch Uschakow und Nikolai Nikolajewitsch Urwanzew kartierten sie – wie den gesamten Archipel Sewernaja Semlja – in den Jahren 1930 bis 1932. Im Frühjahr 1954 errichteten sowjetische Forscher an der Nordwestspitze der Golomjanny-Insel eine meteorologische Polarstation.